# Hüma Hatun
Hüma Hatun (turco ottomano: هما خاتون, lett. "uccello del paradiso" o "fenice"; 1410 circa – Bursa, settembre 1449) è stata una concubina del sultano ottomano Murad II e la madre di Mehmed II il Conquistatore.

## Biografia
Sebbene a lungo ritenuta di origini turche o addirittura una principessa francese, Hüma Hatun era una schiava di origini europee, come testimoniano le trascrizioni ottomane, dette vakfiye, dove viene appellata Hüma Hatun bint Abdüllah, ovvero "Hüma figlia di Abdüllah", formula tipica con cui venivano indicate le ragazze schiave fatte convertire all'Islam al momento di entrare nell'harem.
A parte ciò, la sua origine etnica non è nota e ha dato adito a numerose teorie. Secondo la prima, è di origine italiana e/o ebraica, e il suo nome di nascita sarebbe Stella o Esther. Una seconda sostiene fosse di origini serbe, basandosi sul fatto che suo figlio Mehmed era fluente in quella lingua, mentre altre ancora le attribuiscono origini greche o slave.
Entrò nell'harem di Murad II intorno al 1424, dove le venne dato il nome persiano di Hüma, ripreso da una antica leggenda. Hüma diede al sultano due figlie, Hatice Hatun nel 1425 e Fatma Hatun nel 1430, e un figlio, il futuro Mehmed II, nato il 30 marzo 1432. Nel 1438, Mehmed fu circonciso insieme al suo fratellastro maggiore, Şehzade Alaeddin Ali. Quando Mehmed aveva 11 anni, fu inviato a Manisa come governatore, e Hüma lo seguì. Le balie dei suoi figli erano Hundi Hatun (m. 14 febbraio 1486): solitamente chiamata col titolo di Daye Hatun (signora governante), che divenne molto ricca e abbastanza influente durante il regno di Mehmed II, tanto da finanziare diverse fondazioni benefiche e commissionare preghiere per la sua anima, e Gülbahar Hatun, chiamata anche Ebe Hatun (signora balia), sepolta nel Complesso Muradiye di Bursa.
Nel 1443 e nel 1444, i due fratellastri maggiori superstiti di Mehmed, Şehzade Alaeddin Ali e Şehzade Hasan, morirono e Mehmed rimase l'unico erede al trono. Nell'agosto 1444, Murad, depresso per la morte di due figli e un nipote (uno dei figli di Alaeddin), abdicò a favore dell'unico figlio rimasto e si ritirò a Manisa.
Mehmed ascese quindi al trono come Mehmed II, il che fece di Hüma la Valide Hatun (signora madre). Nel 1446, Murad ritornò sul trono, e Hüma si ritirò a Bursa. Non è chiaro se suo figlio andò con lei o rimase invece a Edirne, l'allora capitale ottomana, ma in ogni caso in quelli anni Mehmed sviluppò una stretta relazione con un'altra consorte del padre, Mara Brankovic, che finì per considerare una seconda madre.
Hüma Hatun morì a Bursa nel settembre 1449. La sua tomba si trova nel sito conosciuto come Hatuniye Kümbedi (tomba) nell'est del complesso del Sultano Murad, costruito da suo figlio Mehmed II.
Due anni dopo, alla morte di Murad nel 1451, suo figlio ascese, per la seconda e definitiva volta, al trono ottomano, e, nel 1453, passò alla storia come il Conquistatore, avendo preso Costantinopoli e messo fine all'Impero bizantino.

## Discendenza
Da Murad II, Hüma Hatun ebbe due figlie e un figlio:
- Hatice Hatun (1425 - dopo il 1470). Sposò Candaroğlu İsmail Kemaleddin Bey e ebbe tre figli: Hasan Bey (che sposò sua cugina Kamerhan Hatun, figlia di Mehmed II, da cui ebbe una figlia, Hanzade Hatun), Yahya Bey e Mahmud Bey, dai quali ebbe una discendenza tracciabile fino al regno di Abdülmecid I, nel XIX secolo. Nell'agosto 1470, si risposò con Isa Bey.
- Fatma Hatun (1430 - dopo il 1464). Sposò Zağan Mehmed Pasha ed ebbe due figli: Hamza Bey e Ahmed Çelebi, che sarebbe diventato un importante consigliere di suo cugino Bayezid II. Dopo aver divorziato nel 1462, sposò Mahmud Çelebi.
- Mehmed II il Conquistatore (1432 - 1481). Sultano dell'Impero ottomano dopo suo padre e conquistatore di Costantinopoli nel 1453.

## Cultura popolare
- Nella docuserie Netflix Rise of Empires: Ottoman (2020), Hüma Hatun è interpretata dall'attrice Leyla Feray.
- Nella serie turca Mehmed: Fetihler Sultanı (2024), Hüma Hatun è interpretata dall'attrice turca Açelya Akkoyun.